# De vampier van Benares
De vampier van Benares is een stripreeks van de hand van stripauteur Georges Bess. Zowel het scenario als de tekeningen en de inkleuring zijn van hem.
Het eerste deel kwam zowel in het Frans als in het Nederlands uit in 2011 bij uitgeverij Glénat/ Glénat Benelux in de collectie Grafica.